# オレフ・リャシュコ
オレフ・ヴァレリーオヴィチ・リャシュコ（ウクライナ語: Олег Валерійович Ляшко、1972年12月3日 - ）は、ウクライナの政治家、ジャーナリスト。急進党党首、元ヴェルホーヴナ・ラーダ（ウクライナ最高議会）議員。

## 経歴
1990年から1992年まで、キーウに拠点を置く新聞「ヤングガード」の特派員兼編集長となった。それ以降ウクライナの様々な新聞のジャーナリストとして働いた。
ジャーナリストから政治家に転身し、2006年の総選挙でヴェルホーヴナ・ラーダ議員に初当選。2007年の総選挙でも、ユーリヤ・ティモシェンコ・ブロックから立候補し再選された。2012年の総選挙では自身の急進党から立候補し再選。2014年にも再選された。
2014年には大統領選挙にも立候補したが、得票率8.32%で落選。2019年の議会総選挙には落選した。
2020年10月25日、2020年地方選挙と同時に行われた最高会議の追加選挙で、議員（チェルニーヒウ）に立候補したが、落選した。
2022年ロシアのウクライナ侵攻以降、ウクライナ軍に従軍している。